# Селадес
Селадес (на гръцки: Σελλάδες) е село на 12 километра югоизточно от Арта в близост до административната граница с Етолоакарнания. Сегашното местоположение на селото е на няколко километра южно от старото село.
Първото документално упоменаване на селището е от 1696 г. Местният поминък е отглеждане на маслини, земеделие, овцевъдство, козевъдство и пчеларство.